# Reevesit
Reevesit (IMA-Kurzsymbol Rvs) ist ein selten vorkommendes Mineral aus der Mineralklasse der „Carbonate und Nitrate“ mit der chemischen Zusammensetzung Ni6Fe3+2[(OH)16|CO3]·4H2O und damit chemisch gesehen ein wasserhaltiges Nickel-Eisen-Carbonat mit zusätzlichen Hydroxidionen und das Nickel-Analogon von Pyroaurit.
Reevesit kristallisiert im trigonalen Kristallsystem und entwickelt pseudohexagonale Täfelchen bis etwa 0,1 mm Größe, findet sich aber auch in Form feinkörniger Aggregate mit perlmuttähnlichem Glanz auf den Oberflächen. Das Mineral ist durchscheinend und von hellgelber bis grünlichgelber Farbe, kann in dünnen Schichten aber auch goldgelb erscheinen. Auch seine Strichfarbe ist gelb.

## Etymologie und Geschichte
Entdeckt wurde Reevesit zusammen mit Cassidyit erstmals in Mineralproben des Wolf-Creek-Meteoriten, den man 1947 am Wolfe-Creek-Krater nahe Halls Creek in Westaustralien fand. Das seit dem Einschlag vor vermutlich 300.000 Jahren stark verwitterte Fragment des ursprünglichen Meteoriten gehört zur Klasse der Eisenmeteoriten vom Typ mittlerer Oktaedrit IIIAB und hatte ein Gewicht von 760 kg.
Die Analyse und Erstbeschreibung von Reevesit und Cassidyit erfolgte durch John S. White jr., E. P. Henderson und Brian Mason, die das erstgenannte Mineral nach dem Explorationsgeologen Frank Reeves (1886–1986) benannten. Dieser hatte 1947 den Meteoriten Wolf Creek gefunden. White, Henderson und Mason sandten ihre Untersuchungsergebnisse und den gewählten Namen 1966 zur Prüfung an die International Mineralogical Association (interne Eingangs-Nr. der IMA: 1966-025), die den Reevesit als eigenständige Mineralart anerkannte. Die Erstbeschreibung wurde im Folgejahr im Fachmagazin American Mineralogist publiziert.
Der Wolf-Creek-Meteorit gilt auch als Typlokalität (erster Fundort) für den 1969 von George T. Faust, Joseph J. Fahey, Brian Mason, Edward J. Dwornik erstbeschriebenen Pecorait.

## Klassifikation
In der veralteten 8. Auflage der Mineralsystematik nach Strunz gehörte der Reevesit noch zur gemeinsamen Mineralklasse der „Nitrate, Carbonate und Borate“ und dort zur Abteilung „Wasserhaltige Carbonate mit fremden Anionen“, wo er zusammen mit Hydrotalkit, Pyroaurit, Stichtit und dem inzwischen als identisch mit Takovit diskreditierten Eardleyit die „Pyroaurit-Reihe“ mit der System-Nr. Vb/D.02b innerhalb der „Sjögrenit-Pyroaurit-Gruppe“ (Vb/D.02) bildete.
Im zuletzt 2018 überarbeiteten und aktualisierten Lapis-Mineralienverzeichnis nach Stefan Weiß, das sich aus Rücksicht auf private Sammler und institutionelle Sammlungen noch nach dieser alten Form der Systematik von Karl Hugo Strunz richtet, erhielt das Mineral die System- und Mineral-Nr. V/E.03-60. In der „Lapis-Systematik“ entspricht dies ebenfalls der Abteilung „Wasserhaltige Carbonate, mit fremden Anionen“, wo Reevesit zusammen mit Comblainit, Desautelsit, Fougèrit, Hydrotalkit, Karchevskyit, Mössbauerit, Putnisit, Pyroaurit, Sergeevit, Stichtit, Takovit und Trébeurdenit die „Hydrotalkit-Gruppe“ bildet.
Die von der IMA zuletzt 2009 aktualisierte 9. Auflage der Strunz’schen Mineralsystematik ordnet den Reevesit in die neu definierte Klasse der „Carbonate und Nitrate“ (die Borate bilden hier eine eigene Klasse), dort aber ebenfalls in die Abteilung der „Carbonate mit zusätzlichen Anionen; mit H2O“ ein. Diese ist allerdings weiter unterteilt nach der relativen Größe der beteiligten Kationen, so dass das Mineral entsprechend seiner Zusammensetzung in der Unterabteilung „Mit mittelgroßen Kationen“ zu finden ist, wo es zusammen mit Comblainit, Desautelsit, Hydrotalkit, Pyroaurit, Stichtit und Takovit die „Hydrotalkitgruppe“ mit der System-Nr. 5.DA.50 bildet.
Auch die vorwiegend im englischen Sprachraum gebräuchliche Systematik der Minerale nach Dana ordnet den Reevesit wie die veraltete 8. Auflage der Strunz’schen Systematik in die Klasse der „Carbonate, Nitrate und Borate“ und dort in die Abteilung und gleichnamige Unterabteilung der „Carbonate – Hydroxyl oder Halogen“ ein. Hier ist er zusammen mit Comblainit und Takovit in der „Sjögrenit-Hydrotalkitgruppe (Hydrotalcit-Untergruppe: Rhomboedrisch)“ mit der System-Nr. 16b.06.03 zu finden.

## Kristallstruktur
Reevesit kristallisiert in der trigonalen Raumgruppe R3m (Raumgruppen-Nr. 166) mit den Gitterparametern a = 3,08 Å und c = 22,77 Å sowie 3/8 Formeleinheiten pro Elementarzelle.

## Bildung und Fundorte
Reevesit bildet sich als Umwandlungsprodukt in stark verwitterten Eisen-Nickel-Meteoriten, kann aber auch durch Umwandlung von Violarit in Nickelerzen in der Kontaktzone zwischen Quarzit und ultramafischen Gesteinen sowie auf Chromatit entstehen.
Als Begleitminerale können je nach Fundort weitere Minerale wie unter anderem Apatit, Goethit, Honessit, Hydrohonessit, Jarosit, Lipscombit, nickelhaltiger Maghemit, Nimit, Opal, nickelreiche Serpentine, Theophrastit, eisenhaltiger Trevorit und Willemseit auftreten.
Als seltene Mineralbildung konnte Reevesit nur an wenigen Orten nachgewiesen werden, wobei weltweit bisher rund 50 Fundstätten dokumentiert sind. Außer in seiner Typlokalität, dem bei Halls Creek in Westaustralien gefundenen Wolf-Creek-Meteoriten, fand sich Reevesit noch in folgenden Meteoriten:
- Rowena, ein 1962 in New South Wales entdeckter Chondrit der Klasse H6
- Willow Grove, ein 1995 im Baw Baw Shire, Victoria gefundener Ataxit
- Santa Catharina (auch Morro do Rocio), ein 1875 nahe São Francisco do Sul in Brasilien gefundener Eisenmeteorit der Gruppe IAB
- Morasko, ein 1914 nahe dem gleichnamigen Dorf in der Woiwodschaft Großpolen entdeckter Eisenmeteorit (Oktaedrit) der Gruppe IIICD
- Dronino, ein im April 2000 in der Oblast Rjasan (engl.: Ryazan) in Zentralrussland gefundener Eisenmeteorit
- Wabar (auch al-Hadida, Nedzed, Nejd, Nejed oder Wadee Banee Khaled), ein 1863 im gleichnamigen Kratergebiet entdeckter Eisenmeteorit der Gruppe IIIAB
- Canyon Diablo, ein 1891 im Coconino County, Arizona gefundener Eisenmeteorit der Gruppe IAB-MG

Daneben kommt Reevesit auch an verschiedenen irdischen Fundstätten vor. In Deutschland fand er sich bisher in den aufgelassenen Gruben Rotenbach bei Feldberg in Baden-Württemberg und Friedrichssegen nahe Bad Ems im Rhein-Lahn-Kreis von Rheinland-Pfalz.
In Österreich kennt man das Mineral aus dem Daniel- und dem Barbarastollen im Bergbaurevier Schwarzleo in der Salzburger Gemeinde Leogang.
In der Schweiz wurde Reevesit bei Heidbach nahe Obersolis im Kanton Graubünden sowie am Geisspfad nahe dem Binntal und in den Gemeinden Ayer (Val d’Anniviers) und Saint-Luc VS im Kanton Wallis gefunden.
Des Weiteren fand sich das Mineral unter anderem in der Nickelerz-Grube San Santiago (ehemals Solitaria) bei Jagüé im argentinischen Departamento Vinchina, in verschiedenen Nickelerz-Gruben auf Tasmanien und Western Australia, im Bergwerk El Dragón im Landkreis Porco (Potosí) in Bolivien, im ehemaligen Bergbaubezirk Lavrio in der griechischen Region Attika, an mehreren kleinen Fundstätten in den Regionen Emilia-Romagna und Toskana in Italien, bei Inveraray und auf Unst in Schottland (UK) sowie an mehreren Orten in Arizona, Kalifornien und New Mexico in den USA.